# Rio do Pires
Rio do Pires è un comune del Brasile nello Stato di Bahia, parte della mesoregione del Centro-Sul Baiano e della microregione di Livramento do Brumado.